# Municipium Iasorum

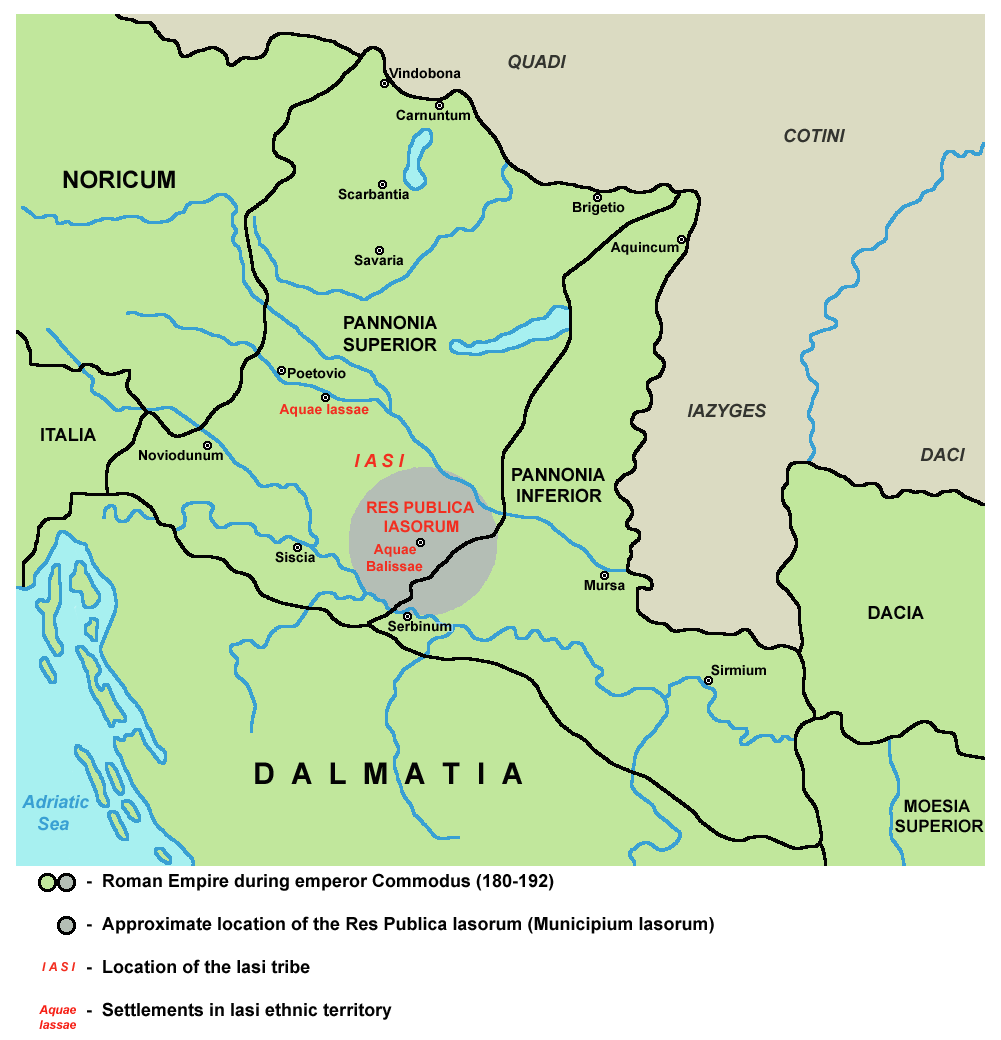
Localizarea aproximativă a Res publica Iasorum.

Municipium Iasorum sau Res publica Iasorum a fost un teritoriu autonom în provincia romană Pannonia (în prezent, Croația) din jurul orașului Daruvar. Centrul său administrativ a fost orașul Municipium Iasorum, situat lângă Daruvar. Și-a extins teritoriul de la Sava la Drava.

## Numele
Denumirile Res Publica Iasorum și Municipium Iasorum se referă și la centrul administrativ și la regiunea în sine.
De asemenea, teritoriul mai era cunoscută sub denumirile de Jasoru Republic, Respublik Iasoru și Respublica Jassorum. Termeni pentru a se face referință la oraș erau Aquae Balissae, Jasi și Jazora.

## Istoria
Primele izvoare scrise care fac referire la această zonă din sudul Pannoniei oferă informații despre un trib celto-ilir panonic al iașilor. Iașii au fost autohtonic din Pannonia, dar există posibilitatea unei origini iraniene, din cauza asemănării de nume cu iazigii.
Primul contact al iașilor cu romanii este atribuită ocupării Segesticăi în 159 sau 156 î.Hr. După înăbușirea rebeliunii conduse de Bato (6-9 d.Hr.), romanii au fondat o tabără militară în bazinul Daruvar, în locul ocupat anterior de oppidum Iasian. Cu partiția Pannoniei de la începutul secolului al II-lea, a aparținut de Panonia Superioară.
În timpul domniei lui Hadrian, imigranții italici, veteranii și alți purtători externe ai cetățeniei romane s-au organizat, împreună cu locuitorii, în municipiul Iasorum în locul oppidumului antic din bazinul Daruvar. Orașul a fost centrul administrativ al tribului Iașilor, dar pe teritoriul extins al tribului existau și alte localități importante, cum ar fi Aquae Iasae (lângă prezentul Varaždinske Toplice) și Iovia (astăzi, în apropriere de Ludbreg), care nu făceau parte din municipium.